# Pallywood
Pallywood, složenina slov „palestinský“ a „Hollywood,“ je neologismus, který je podle deníku The Jerusalem Post používán pro-izraelskými mediálními obhájci k popsání „manipulace s médii, překroucení skutečností a naprostý podvod palestinských Arabů a jiných Arabů … s cílem získat veřejnou podporu proti Izraeli.“ Mezi údajné incidenty patří kazeta se zabitím Muhammada al-Durraha nebo kontroverze fotografií (například Adnana Hadždžiže) z druhé libanonské války (přezdívka „Hizbollywood“).
Tento pojem byl propagován profesorem Bostonské univerzity Richardem Landesem, který vytvořil dokumentární video zvýrazňující konkrétní případy údajné manipulace s médii, které nazval Pallywood: Podle palestinských zdrojů (Pallywood: According to Palestinian Sources).

## Video Richarda Landese
V roce 2005 vytvořil profesor Bostonské univerzity Richard Landes osmnáctiminutové dokumentární video s názvem Pallywood: Podle palestinských zdrojů. Landes a další proizraelští obhájci tvrdí, že izraelská vláda je nedostatečně rázná v reakcích na palestinské činy během izraelsko-palestinského konfliktu.
Ve svém videu Landes ukazuje filmové záběry arabsko-izraelského konfliktu pořízené převážně nezávislými palestinskými videoreportéry. Tvrdí, že systematická manipulace médii (které říká „Pallywood“) se datuje zpět přinejmenším do první libanonské války, a rovněž tvrdí že televizní komentátoři jsou příliš nekritičtí k věrohodnosti těchto nezávislých palestinských videozáznamů. Zaměřil se zejména na případ dvanáctiletého palestinského chlapce Muhhamada al-Durraha, který byl 30. září 2000 při začátku druhé intifády zabit před objektivy televizních kamer údajně izraelským střelcem. Jeho zastřelení bylo natočeno nezávislým palestinským kameramanem a odvysíláno televizním kanálem France 2 s doprovodným komentářem francouzsko-izraelského novinářského veterána Charlese Enderlina, který však v okamžik incidentu nebyl na místě. Tato událost a chování Izraelských obranných sil (IOS) bylo ostře kritizováno světovými médii a poškodilo postavení Izraele v názoru veřejnosti. Landes zpochybnil autenticitu videozáznamu a rovněž i fakt zda byl al-Durrah vůbec zabit, při čemž argumentoval, že celý incident byl zinscenován palestinskými Araby. Tvrdí, že incident ukazuje, že „palestinský kameraman natáčí inscenované akční scény zejména když poblíž není žádný západní kameraman.“